# Guerra di Lord Dunmore
La guerra di Lord Dunmore, o guerra di Dunmore, fu un conflitto del 1774 combattuto tra la colonia della Virginia ed i nativi Shawnee e Mingo. Il governatore della Virginia durante il conflitto era John Murray, IV conte di Dunmore, noto come Lord Dunmore. Chiese alla House of Burgesses della Virginia di dichiarare guerra alle ostili nazioni indiane e di creare una milizia con cui condurre una campagna militare.
Il conflitto nacque dalla spirale di violenza tra i coloni britannici, che in base a precedenti trattati stavano esplorando spostandosi a sud del fiume Ohio (negli attuali Virginia Occidentale, Pennsylvania meridionale e Kentucky), ed i nativi americani, che vi vantavano il diritto di caccia. Dopo una serie di attacchi portati dai nativi ai coloni, fu dichiarata guerra "per riappacificare le tribù di indiani ostili". La guerra terminò poco dopo la vittoria della Virginia nella battaglia di Point Pleasant del 10 ottobre 1774.
Gli indiani persero il diritto di caccia nella zona, e riconobbero il fiume Ohio come confine tra la loro terra e le colonie britanniche. Nonostante i capi indiani avessero firmato il trattato, poco dopo scoppiò un conflitto tra nativi. Alcuni indiani si opposero ai termini del trattato, mentre altri pensavano che altre guerre avrebbero portato ad altre sconfitte e perdite di terra. Quando scoppiò la guerra tra le colonie ed il governo britannico nel 1776, i nativi acquisirono potere, schierandosi con l'Inghilterra nel corso della guerra d'indipendenza americana.

## Contesto storico

### Insediamento e resistenza nel territorio dell'Ohio
L'area a sud del fiume Ohio era stata a lungo reclamata dalla confederazione irochese. Nonostante fossero la nazione nativa più potente delle colonie settentrionali, anche altre tribù reclamavano l'area e vi cacciavano spesso. La contesa del territorio dell'Ohio fu una delle cause della guerra dei sette anni tra Francia e Gran Bretagna, che portò alla cessione da parte della Francia di tutte le terre col trattato di Parigi del 1763.
Quando, con il trattato di Fort Stanwix (1768), gli ufficiali britannici assunsero il controllo della terra a sud dell'Ohio dagli Irochesi, molti dei nativi che avevano cacciato in quelle terre si rifiutarono di considerare valido il trattato e si prepararono a combattere per difendere i propri diritti di caccia.
Il fulcro della resistenza furono gli Shawnee. Si trattava dei più potenti indiani anti-Irochesi. In poco tempo organizzarono un'ampia confederazione che si oppose ai britannici ed agli Irochesi per far valere le proprie idee. Britannici ed Irochesi cercarono di isolare diplomaticamente gli Shawnee dalle altre nazioni. Quando scoppiò il conflitto nel giro di pochi anni, gli Shawnee scoprirono di avere ben pochi alleati.
Dopo il trattato del 1768 esploratori e coloni britannici iniziarono a sciamare nella regione. Questo li portò subito a contatto diretto con i nativi americani. Della parte alta della valle dell'Ohio, soprattutto del fiume Allegheny, George Washington scrisse nel suo diario il 17 novembre 1770: "Gli indiani che sono molto abili, anche le donne, nell'uso delle canoe, hanno qui i territori di caccia lungo tutto il fiume in modo da semplificare il trasporto delle pelli via fiume fino al mercato".
Nel settembre 1773 un cacciatore di nome Daniel Boone guidò circa 50 emigranti nel primo tentativo britannico di fondare un insediamento nella contea di Kentucky (Virginia). Il 9 ottobre 1773 il primogenito di Boone, James, ed un piccolo gruppo di uomini e ragazzi che stavano trasportando rifornimenti furono attaccati da una tribù di Delaware, Shawnee e Cherokee. Avevano deciso "di mandare un messaggio della loro opposizione all'insediamento". James Boone ed u altro ragazzo furono catturati e torturati a morte. La brutalità della loro uccisione scioccò i coloni lungo la frontiera, ed il gruppo di Boone abbandonò la spedizione. A dicembre l'incidente era stato raccontato nei giornali di Baltimora e Filadelfia.
I morti della spedizione di Boone furono tra i primi della guerra di Lord Dunmore. Per molti anni gli indiani che si opponevano al trattato continuarono gli attacchi ai coloni, mutilandoli e torturandoli a morte schiavizzando donne e bambini.
All'inizio di quello stesso anno un agrimensore di nome William Preston scrisse al capo ingegnere della costruzione delle fortezze lungo la frontiera, ovvero George Washington, spiegando la situazione poco prima dello scoppio della guerra di Dunmore.

### La guerra di Cresap

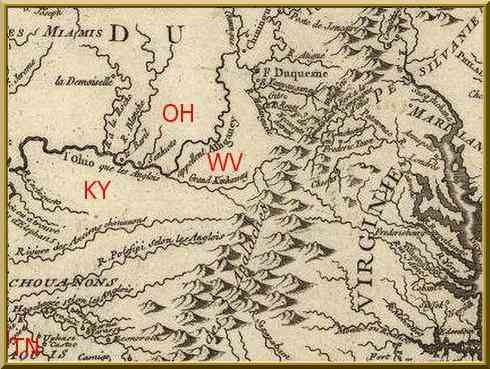
A partire dal Great Kanawha, quello che oggi è l'Ohio era chiamato Allegheny; mappa del 1755

Tra i coloni c'era il capitano Michael Cresap, proprietario di una trading post a Redstone Old Fort (poi diventata Brownsville, Pennsylvania) sul fiume Monongahela. Con l'autorità del governo coloniale della Virginia, Cresap aveva preso il controllo del tratto di terra sotto la foce del Middle Island Creek (poi diventata Sistersville, nel Virginia Occidentale). Vi si trasferì nella primavera del 1774 con un gruppo di uomini.
Ebenezer Zane, prima di diventare una famosa guida e cacciatore di indiani, fu coinvolto nello stesso modo con un piccolo gruppo di uomini alla foce del Sandy Creek (poi diventata Ravenswood, Virginia Occidentale).
Un terzo e più numeroso gruppo che comprendeva George Rogers Clark, poi divenuto famoso come generale della guerra d'indipendenza americana, si riunì alla foce del Little Kanawha (fiume) (oggi Parkersburg, Virginia Occidentale). Aspettavano l'arrivo di altri uomini della Virginia prima di scendere il fiume ed insediarsi in Kentucky. Il gruppo di Clark iniziò a sentire di indiani ostili che depredavano ed uccidevano commercianti, agrimensori ed altri viaggiatori lungo l'Ohio. Capirono che le nazioni ostili legate agli Shawnee erano impegnate in una guerra e decisero di attaccare il villaggio indiano di Horsehead Bottom, nei pressi della foce del fiume Scioto (oggi Portsmouth, Ohio) lungo la strada che li avrebbe condotti in Kentucky.
In pochi avevano esperienza di guerra. Dopo una discussione il gruppo scelse Cresap, che sapevano trovarsi circa 24 km a monte. Sapevano che avrebbe voluto seguirli in Kentucky, e che aveva esperienza di combattimento. Lo mandarono a chiamare, ed egli giunse subito. Cresap li dissuase dall'idea di attaccare gli Shawnee. Nonostante li considerasse ostili, non era convinto del fatto che la guerra fosse inevitabile. Se anche avessero riscosso un iniziale successo, la guerra sarebbe poi scoppiata e loro ne sarebbero stati accusati.
Suggerì di tornare al piccolo insediamento di Zane a "Zanesburg" (futura Wheeling) per alcune settimane ed osservare gli sviluppi. Se la situazione si fosse calmata avrebbero ripreso il viaggio verso il Kentucky. Il gruppo si dichiarò d'accordo. Quando giunsero trovarono l'intera zona in tumulto. Le persone era terrorizzate dalle storie riportate dai sopravvissuti agli attacchi indiani. Erano sconvolti da quello che avevano visto. Temendo per le vite di donne e bambini, i coloni britannici stanziati lungo la frontiera si erano riversati tra le sottili mura della città. Il gruppo di Cresap era pieno di volontari che chiedevano una battaglia.
La notizia dell'arrivo del gruppo ed i suoi progetti giunsero a Fort Pitt ed il capitano John Connolly, comandante della guarnigione, mandò un messaggio chiedendo ai volontari di restare a Zanesburg alcuni giorni. Aveva mandato messaggi alle tribù locali per conoscere le loro intenzioni. Una rapida corrispondenza portò alla promessa di aspettare ulteriori indicazioni da Connolly. Prima che il messaggio raggiungesse Fort Pitt, Cresap ricevette un secondo messaggio da Connolly i cui comunicava che gli Shawnee dell'Ohio avevano dichiarato di voler entrare in guerra.
Cresap organizzò un consiglio il 26 aprile. Dopo aver letto a voce alta la lettera di Connolly, l'assemblea dichiarò guerra agli indiani. Il giorno dopo, avvistate alcune canoe indiane nel fiume, i coloni le rincorsero per 24 km fino a Pipe Creek. Qui i coloni ingaggiarono una battaglia con pochi caduti in entrambi gli schieramenti. Il giorno dopo gli uomini di Clark abbandonarono l'idea di trasferirsi in Kentucky. Aspettandosi una rappresaglia, abbandonarono il campo e si trasferirono con Cresap al suo quartier generale di Redstone Old Fort.

### Il massacro di Yellow Creek
Subito dopo l'attacco di Pipe Creek, i coloni uccisero alcuni parenti del capo Mingo Logan. A questo punto Logan disse di voler fare pace con i coloni. Assieme al suo gruppo di caccia era accampato sulla riva occidentale dell'Ohio a Yellow Creek, circa 45 km sopra Zanesburg (nei pressi dell'odierna Steubenville) proprio di fronte a Baker's Bottom. Il 30 aprile alcuni membri del gruppo di caccia (Logan non era tra loro) attraversarono il fiume raggiungendo la capanna di Joshua Baker, colono e commerciante di rum. Tra i Mingo c'era il fratello minore di Logan, solitamente noto come John Petty, e due sue parenti femmine. La più giovane era gravida ed aveva un neonato con lei. Il padre di entrambi i figli era John Gibson, un famoso commerciante. Quando il gruppo fu nella capanna di Baker, circa 30 uomini comandati da Daniel Greathouse massacrarono tutti gli indiani tranne il neonato.
Quando Logan seppe del massacro fu portato a credere che Cresap, e non Greathouse, ne fosse il responsabile. Molte delle persone che sapevano dell'incidente (compreso Clark) sapevano che i colpevoli erano Greathouse ed i suoi uomini. I coloni stanziati lungo la frontiera capirono che queste uccisioni avrebbero provocato contrattacchi. I coloni cercarono subito la salvezza chiudendosi in case fortificate o fuggendo ad est oltre il Monongahela. Molti superarono i monti Allegani. Il loro timore era ben fondato. Logan e piccoli gruppi di Shawnee e Mingo iniziarono a razziare lungo la frontiera per vendicarsi dei fatti di Yellow Creek.

## La spedizione di Dunmore

### Mobilitazione e movimenti
All'inizio di maggio del 1774 il governatore Dunmore seppe che era iniziata la battaglia a Yellow Creek ed in altri punti dell'Ohio. Chiese alla legislatura di autorizzare il reclutamento delle milizie e di finanziare una spedizione volontaria nella valle dell'Ohio. Secondo gli storici Eric Hinderaker e Peter Mancall in At the Edge of Empire (2003), Dunmore aveva capito che la crisi in Ohio era un'opportunità per aprire nuove terre occidentali alla colonizzazione. Perseguì questo obiettivo per molti anni, anche quando questo contrastava la politica della corona. Inoltre la campagna all'ovest avrebbe distratto la popolazione dalla crisi che si stava sviluppando nei porti di Boston e di altre città settentrionali. Invece di sostenere i ribelli, Dunmore sperava che gli abitanti della Virginia si sarebbero schierati con lui. La guerra in Ohio l'avrebbe reso un capo popolare nella colonia. Inoltre Dunmore sperava di utilizzare il conflitto per reclamare per conto della Virginia l'area attorno a Pittsburgh.
Con le nuove forze il governatore avanzò verso l'Ohio dove divise gli uomini in due gruppi: il primo gruppo avrebbe disceso l'Ohio da Fort Pitt, 1700 uomini comandati da lui, mentre altri 800 uomini sarebbero partiti con il colonnello Andrew Lewis da Camp Union (oggi Lewisburg). I due gruppi si sarebbero dovuti rincontrare alla foce del Great Kanawha. Con quest'idea in mente, il governatore partì da Fort Pitt proseguendo lungo l'Ohio. Il 30 settembre giunse a Fort Fincastle (poi Fort Henry), recentemente ricostruito a Zanesburg per sua scelta.
Gli uomini di Lewis, 1100 persone, partirono da Camp Union verso le sorgenti del Kanawha. Da qui discesero il fiume fino al punto di incontro, raggiungendo la foce (6 ottobre) dove stabilirono il "Camp Pleasant" (subito diventato famoso come Point Pleasant). Non trovandovi Dunmore mandò messaggeri lungo l'Ohio per fargli sapere del suo arrivo. Il 9 ottobre Dunmore inviò un dispaccio annunciando di voler proseguire fino alle città Shawnee lungo il fiume Scioto. Ordinò a Lewis di attraversare l'Ohio e di raggiungerlo presso quelle città.

### La battaglia di Point Pleasant
Il 10 ottobre, prima che Lewis iniziasse ad attraversare l'Ohio, fu sorpreso dai guerrieri guidati da capo Gambo di Mais. La battaglia di Point Pleasant infuriò per tutta la giornata e si trasformò in un combattimento corpo a corpo. L'esercito di Lewis subì 215 perdite, dei quali 75 morti tra cui il fratello di Lewis e 140 feriti. I suoi uomini sconfissero però la confederazione dell'Ohio che si ritirò oltre il fiume, con soli 40 morti. Al capitano George Mathews della milizia della Virginia viene riconosciuta la manovra ai fianchi che scatenò la ritirata di Gambo di Mais.

### Il trattato di Camp Charlotte
Dunmore e Lewis entrarono in Ohio fino a 13 km dalle città Shawnee di Pickaway Plains (oggi contea di Pickaway) sul fiume Scioto. Qui costruirono il fortino temporaneo di Camp Charlotte sul Sippo Creek, ed incontrarono Gambo di Mais per iniziare i negoziati di pace. In base al trattato di Camp Charlotte (19 ottobre 1774), gli Shawnee accettavano di cedere il proprio terreno di caccia a sud dell'Ohio e di smettere di attaccare i viaggiatori lungo il fiume. Nonostante Logan avesse promesso di interrompere gli scontri, non partecipò ai negoziati. Dopo che i Mingo ne rifiutarono i termini il maggiore William Crawford ne attaccò il villaggio di Seekunk (Salt Lick Town, nei pressi dell'odierna Steubenville). I suoi 240 uomini distrussero il villaggio.
Queste operazioni e la sottomissione degli Shawnee a Camp Charlotte chiuse virtualmente la guerra. Il governatore Dunmore iniziò a fare ritorno, attraversando Redstone ed il Great Crossings sul fiume Youghiogheny fino a Fort Cumberland, e da qui alla capitale della Virginia. La pace non durò molto dopo il trattato. Il 24 marzo 1775 un gruppo di Shawnee che non riconoscevano il confine dell'Ohio attaccarono Daniel Boone in Kentucky lungo la Wilderness Road. Nel maggio 1776, con lo scoppio della guerra d'indipendenza americana, gli Shawnee si unirono al capo Cherokee Trascina Canoa e dichiararono guerra ai coloni della Virginia nelle cosiddette guerre Chickamauga (1776-1794).

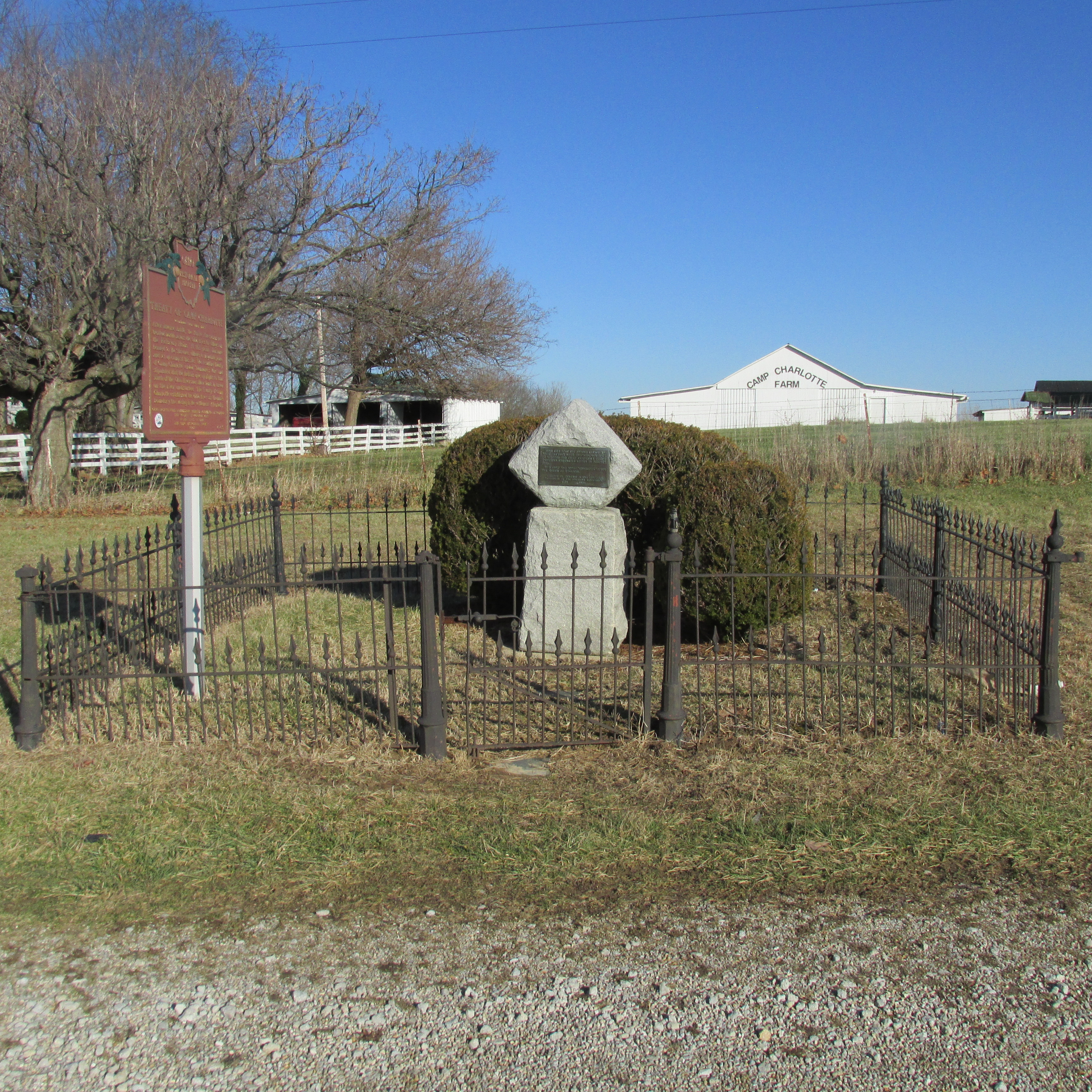
Luogo della firma del trattato di Camp Charlotte
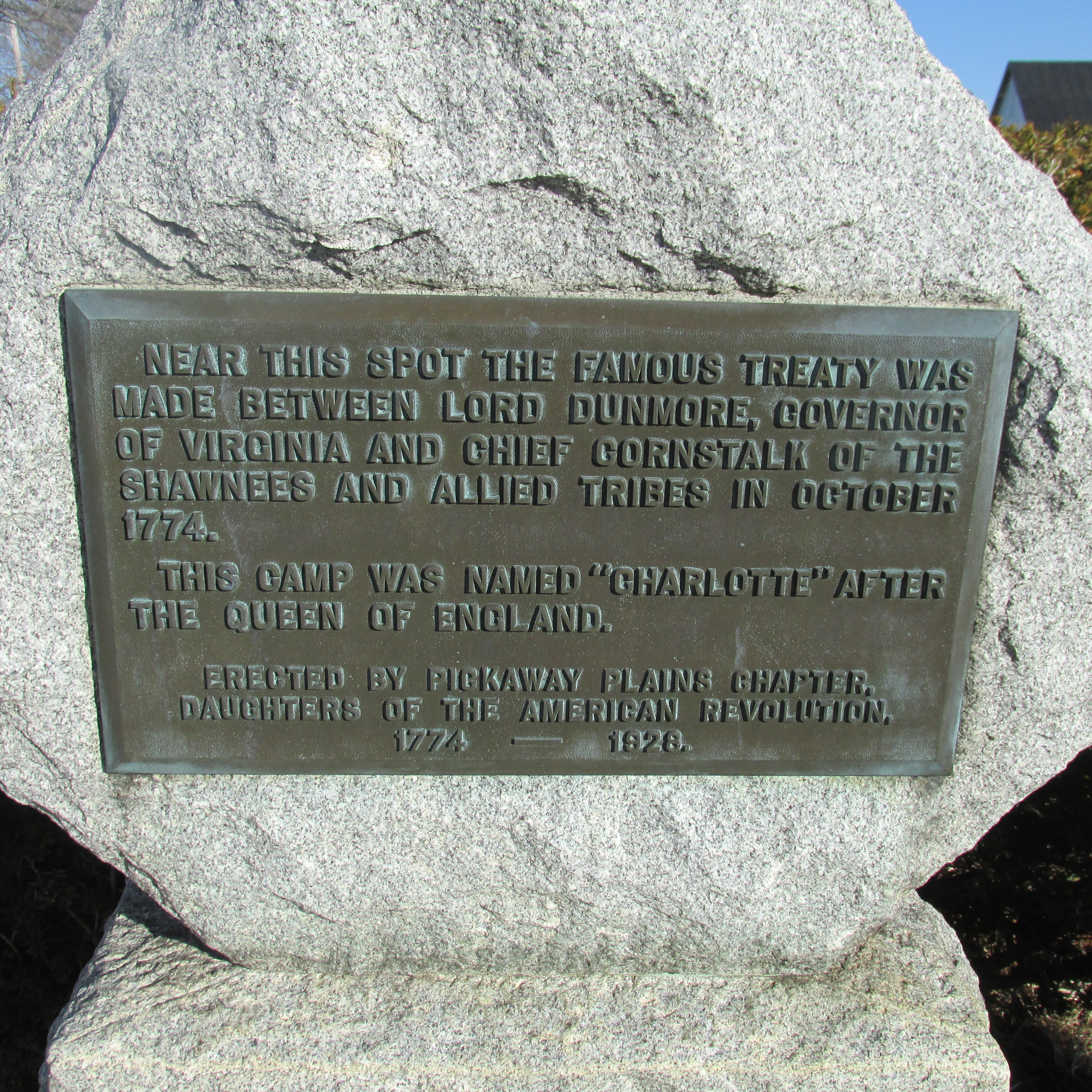
Targa a memoria del trattato di Camp Charlotte
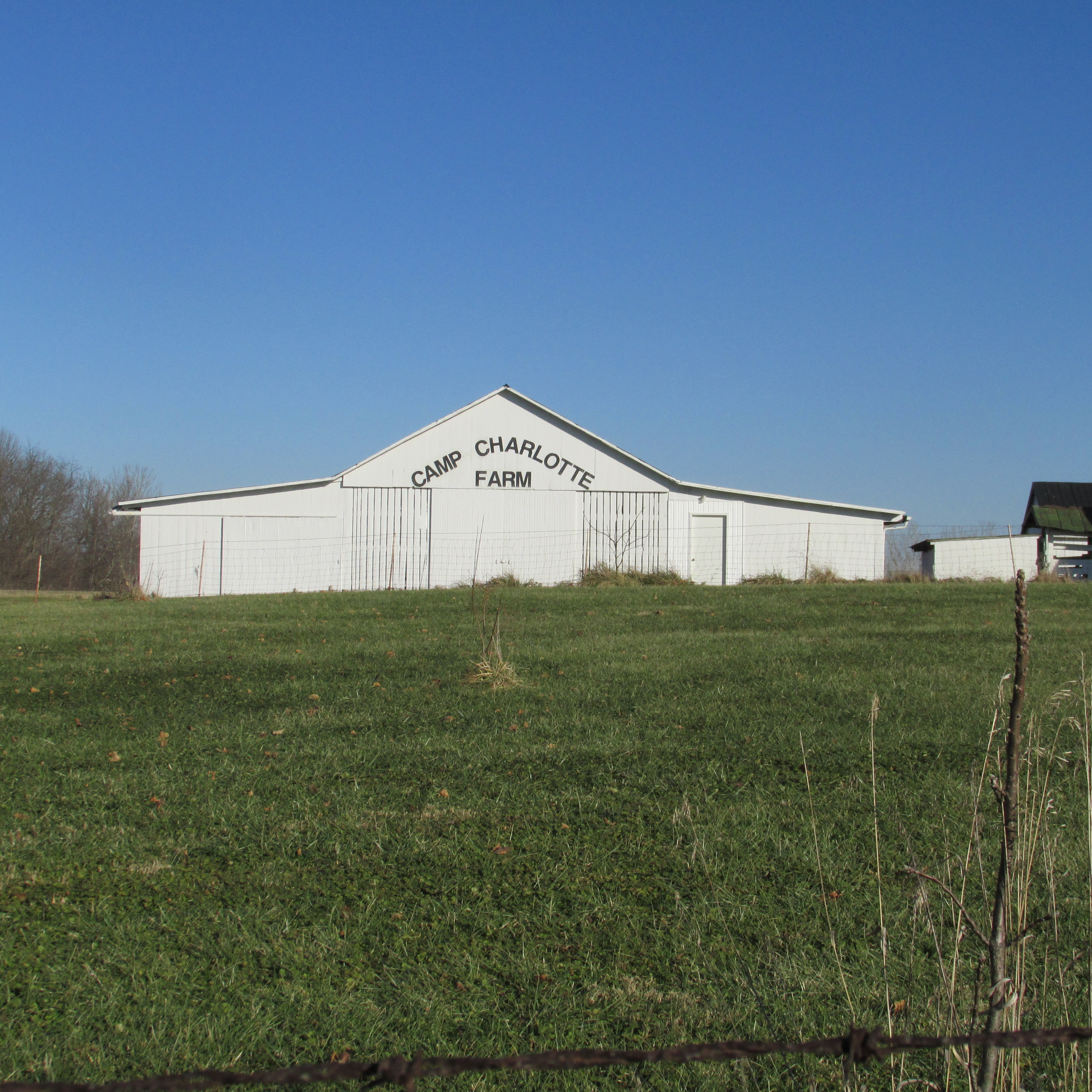
Fattoria di Camp Charlotte

## Valutazioni
Hinderacker e Mancall sintetizzano l'importanza della guerra di Dunmore così:
(Hinderacker e Mancall)